# Ángel Comizzo
Ángel Comizzo est un footballeur argentin né le 27 avril 1962 à Reconquista, dans la province de Santa Fe en Argentine. Il évoluait au poste de gardien de but. Il s'est reconverti entraîneur.

## Biographie

### Carrière de joueur

#### En club
Comizzo commence sa carrière au CA Talleres, dans le championnat argentin. En 1988 il rejoint le club de River Plate, où il se voit prêté pour une saison aux Tigres UANL dans le championnat mexicain. En 1993 il est transféré à l'América de Cali en Colombie. Mais peu de temps après il retourne en Argentine, et signe avec le CA Banfield.
En 1996 il rejoint le FC León, un club mexicain, et en 1999 il est transféré au Monarcas Morelia. En 2001 il retourne à River Plate, pour ensuite terminer sa carrière à l'Atlético de Rafaela.

#### En équipe nationale
Comizzo est sélectionné pour la Coupe du monde 1990 qui se déroule en Italie. En effet le gardien titulaire de l'équipe d'Argentine se blesse lors du second match du tournoi, et Comizzo se voit alors appelé en renfort. Cependant le joueur reste sur le banc de touche tout le long de la compétition. Il a tout de même le plaisir de voir son équipe arriver jusqu'en finale.

### Carrière d'entraîneur
Reconverti en entraîneur, Comizzo dirige en 2008 le CA Talleres, son club formateur, avant de partir pour le Mexique où il dirige le Querétaro FC en 2010 et 2012. C'est cependant au Pérou où il obtient une certaine reconnaissance en remportant le championnat 2013 avec l'Universitario de Deportes de Lima. Après une pige au Mexique (Monarcas Morelia) en 2014, il revient deux ans plus tard au Pérou pour prendre les rênes de l'Universidad César Vallejo.
Après trois ans d'inactivité, il prend en charge une deuxième fois l'Universitario de Deportes en juin 2019. Parti en fin de saison, il est rappelé une troisième fois au sein de l'Universitario en juin 2020. Toujours au Pérou, il entraîne en 2023 le Deportivo Municipal, suivi la même année de l'Atlético Grau.

## Palmarès

### Palmarès de joueur

#### En club
| River Plate - Championnat d'Argentine (1) : - Champion : 1990. |  | Monarcas Morelia - Championnat du Mexique (1) : - Champion : 2000 (Tournoi d'hiver). |

#### En sélection
Argentine
- Coupe du monde
  - Finaliste : 1990 (Il ne joue aucun match lors du tournoi).

### Palmarès d'entraîneur
Universitario de Deportes
- Championnat du Pérou (1) :
  - Champion : 2013.
  - Vice-champion : 2020.